# As Cidades Obscuras
As Cidades Obscuras (francês:Les Cités Obscures) é uma série de álbuns de banda desenhada franco-belga desenhada por François Schuiten e escrita por Benoît Peeters. O primeiro álbum, "Les Murailles de Samaris", foi lançado em 1983.
A série se passa em um continente imaginário localizado em um mundo paralelo, em princípio invisível ao nosso, no qual uma multiplicidade de influências se misturam, do surrealismo metafísico borgiano à literatura de Júlio Verne (principalmente suas viagens extraordinárias). A série destaca os projetos arquitetônicos detalhados de Schuiten para as diferentes Cidades Obscuras, que são, na maior parte, reinterpretações ou versões "sombrias" de cidades reais, como Brüsel, de Bruxelas ou Pâhry, de Paris.
A série é publicada originalmente pela editora francesa Casterman; edições em português foram publicadas pelas editoras Meribérica, Edições 70, Witloof e ASA.

## Títulos
- 1983  As muralhas de Samaris (Les murailles de Samaris)
- 1985  A febre de Urbicanda (La fièvre d'Urbicande)
- 1986  A torre (La tour)
- 1987  O arquivista (L'archiviste)
- 1991  Brusel
- 1994  A menina inclinada (L'enfant penchée)
- 1999  A sombra de um homem (L'ombre d'un homme)
- 2002  A fronteira invisível - Tomo I (La frontière invisible)
- 2004 La frontière invisible - Tomo II (não publicado em Portugal)
- 2007  A teoria do grão de areia - Tomo I (La théorie du grain de sable - Tome I)
- 2008   A teoria do grão de areia - Tomo II (La théorie du grain de sable - Tome II)